# WFCU Centre
Das WFCU Centre (voller Name: Windsor Family Credit Union Centre) ist eine Mehrzweckhalle in der kanadischen Stadt Windsor, Provinz Ontario. Die Halle ist im Besitz der Stadt und wurde u. a. als Spielstätte des Eishockeyteams der Windsor Spitfires der Ontario Hockey League (OHL) erbaut und löste 2008 die Windsor Arena von 1924 als Heimstätte der Spitfires ab. 

## Geschichte
Der Bau begann mit dem Spatenstich am 22. Januar 2007. Rund zwei Jahre später konnte die 72,1 Mio. CAD teure Mehrzweckarena am 11. Dezember 2008 eröffnet werden. Der Bau trägt den Sponsoringnamen der Windsor Family Credit Union (WFCU), einer in Windsor ansässigen Genossenschaftsbank. Sie zahlt 1,6 Mio. CAD über zehn Jahre. Seit der Eröffnung tragen die Windsor Spitfires ihre Partien im WFCU Centre aus. Seit 2012 ist auch die Basketballmannschaft der Windsor Express der National Basketball League of Canada (NBLC) in der Halle ansässig.
Die Halle bietet 6.500 Sitzplätze, davon sind 632 Platinum-Club-Premium-Sitze. Die 31 Privat-Suiten sind mit insgesamt 434 Plätzen ausgestattet. Das Restaurant hat 123 Plätze mit Blick in den Innenraum und zwei Großraum-Suiten mit je 30 Plätzen. Um das WFCU Centre stehen 1.850 Pkw- und 37 behindertengerechte Parkplätze zur Verfügung.
Vom 6. bis 11. Dezember 2016 war das Centre Austragungsort der Kurzbahnweltmeisterschaften. Dafür wurde eigens ein temporäres Schwimmbecken in der Eisarena montiert.

## Konzerte (Auswahl)
Neben den Sportveranstaltungen ist die Halle auch als Konzertarena in Nutzung.
- 27. Oktober 2008: Girlicious
- 17. März 2009: Great Big Sea
- 3. April 2009: Skillet, Disciple, Decyfer Down
- 4. April 2010: Metric
- 19. Mai 2011: Gordon Lightfoot
- 10. September 2011: Elton John
- 4. November 2011: Alan Jackson
- 3. Oktober 2012: Neil Young & Crazy Horse, Los Lobos
- 3. Dezember 2012: Theory of a Deadman, Big Wreck
- 29. März 2013: Carrie Underwood
- 23. Oktober 2013: Jeff Dunham
- 13. Dezember 2013: Three Days Grace, Escape the Fate, Ashes of Soma
- 18. November 2014: Steve Miller Band

## Galerie

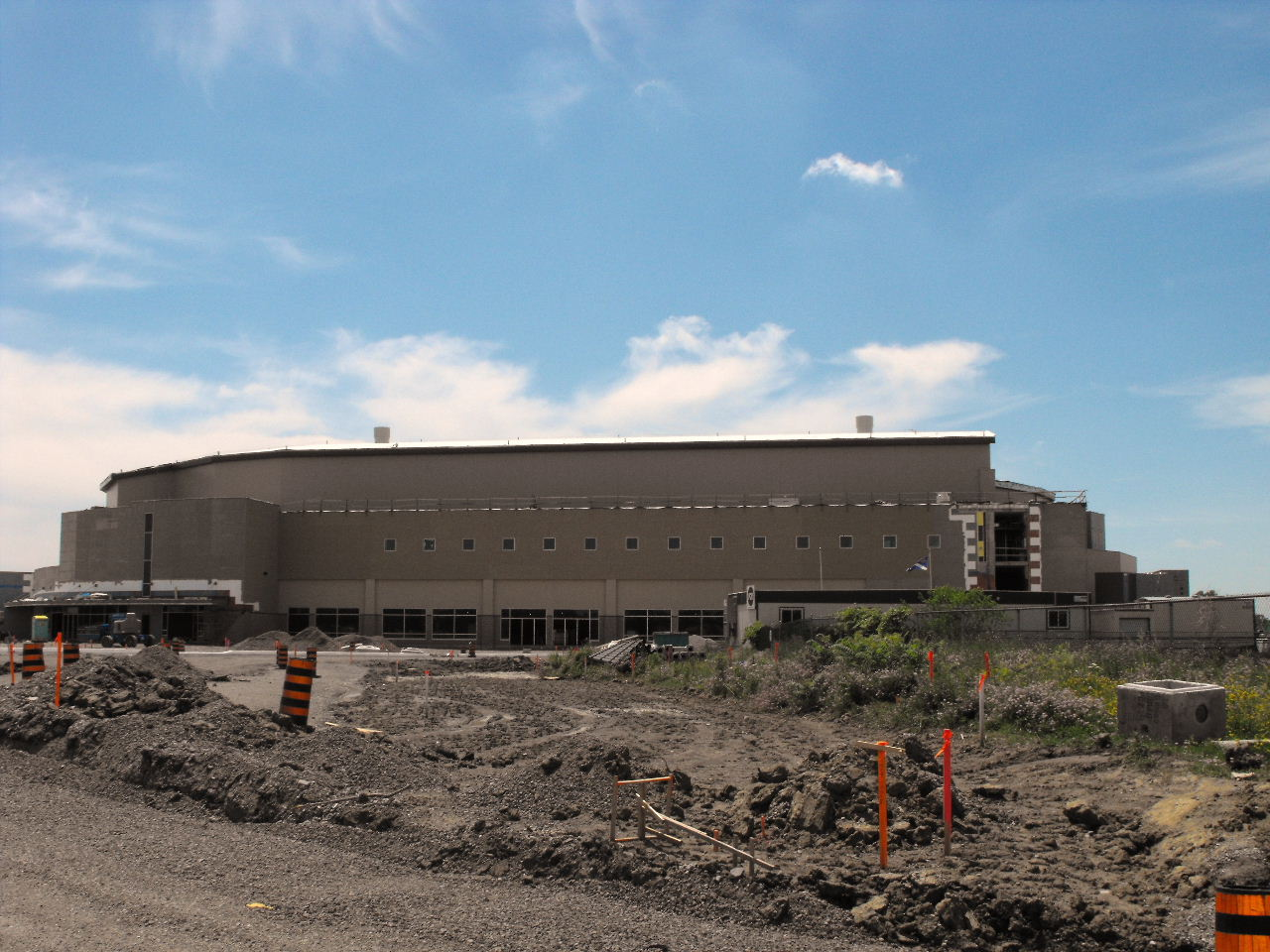
Das WFCU Centre während der Bauphase (August 2008)
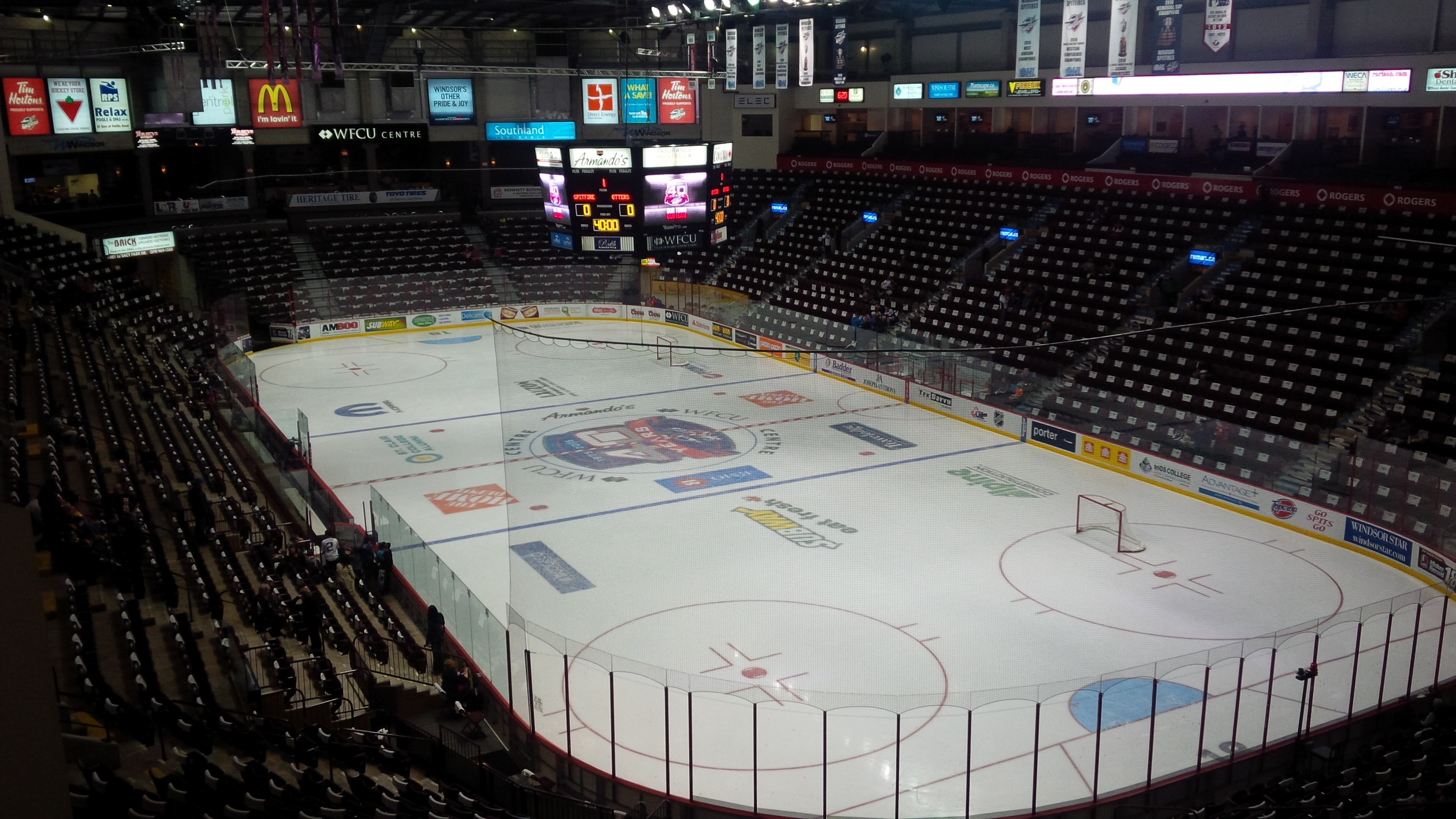
Das WFCU Centre mit Eisfläche (September 2014)
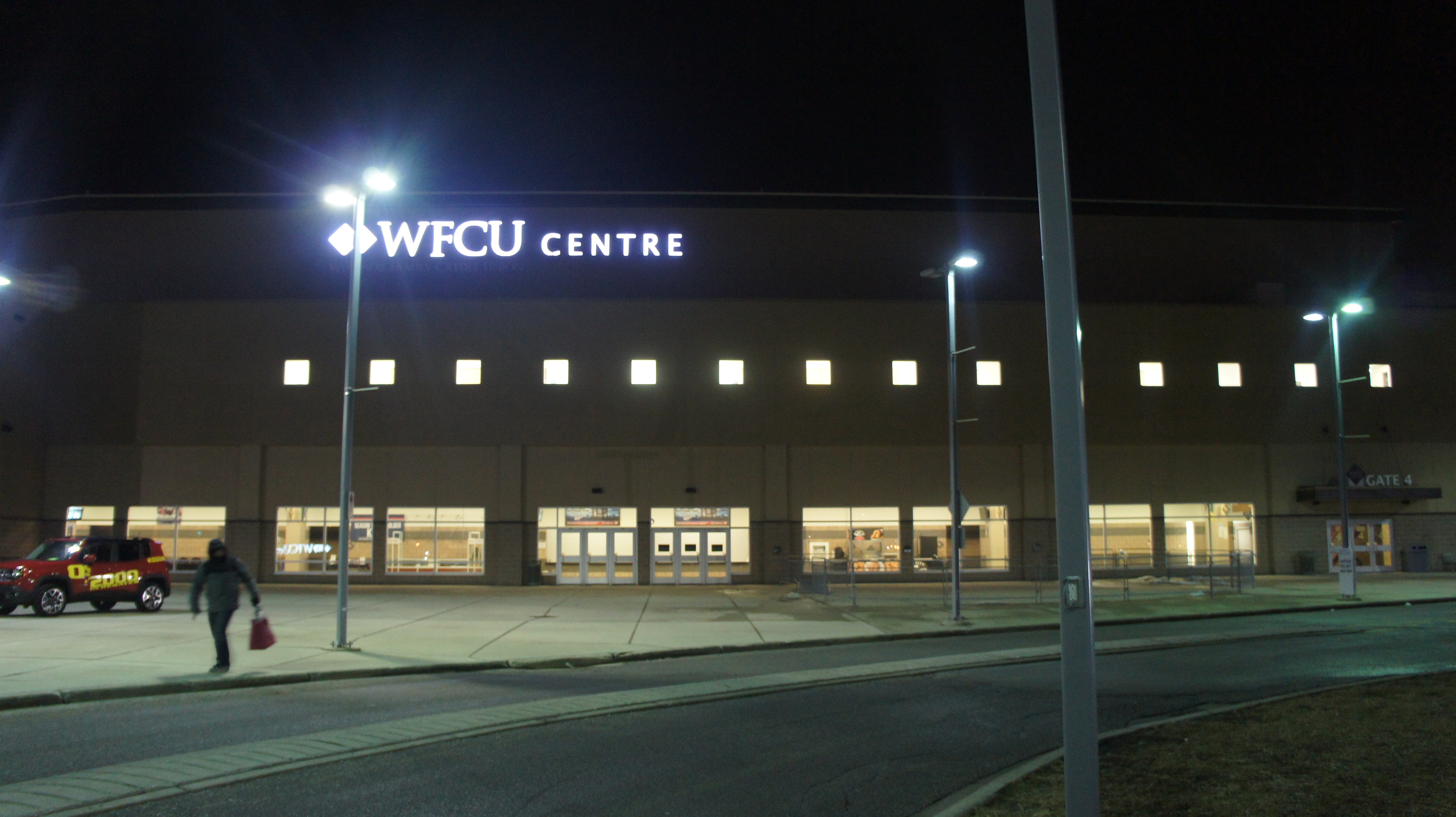
Das WFCU Centre im Abendlicht (Januar 2016)